# 1961年の読売ジャイアンツ
1961年の読売ジャイアンツでは、1961年の読売ジャイアンツの動向をまとめる。
この年の読売ジャイアンツは、川上哲治監督の1年目のシーズンである。この年限りで、300勝投手の別所毅彦が引退した。

## 概要
6年連続のリーグ優勝を逃したチームは監督が水原茂から川上哲治に交代。川上新監督は就任後初の海外キャンプをベロビーチで敢行し（以降定番となる）、大リーグ・ロサンゼルス・ドジャースの「ドジャースの戦法」をチーム内に導入。また、ユニフォームも水原時代のシングルラインからダブルライン（袖やズボンのラインが1本から2本になる）などリニューアルされた。川上新監督のもとチームは2年ぶりの優勝が期待されたが、開幕後は前年Bクラスの中日や国鉄が開幕から首位を走り巨人がそれをマークする展開が続いた。7月以降も監督交代の中日・国鉄との三つ巴が続いたが、その最中の7月25日に元中日コーチの牧野茂を一軍コーチに招聘。9月に入ると国鉄が脱落、さらに関西大学を中退して緊急入団した村瀬広基が5勝を挙げる活躍を見せて中日を引き離し、最終的に2年ぶりのリーグ優勝を達成。南海との日本シリーズは第4戦に相手の寺田陽介の落球や球審円城寺満の判定で逆転勝ちし流れをつかみ、4勝2敗で1955年以来の日本一となった。投手陣はチーム防御率が2.50のリーグ3位と健闘し、20完封はリーグ1位。打撃陣はリーグ1位の89本塁打を放つも、チーム打率がリーグ最下位に終わった。

## チーム成績

### レギュラーシーズン
| 1 | 中 | 国松彰   |
| 2 | 左 | 高林恒夫 |
| 3 | 一 | 王貞治   |
| 4 | 三 | 長嶋茂雄 |
| 5 | 右 | 坂崎一彦 |
| 6 | 遊 | 広岡達朗 |
| 7 | 捕 | 森昌彦   |
| 8 | 投 | 中村稔   |
| 9 | 二 | 土居章助 |

| 順位 | 4月終了時 | 4月終了時 | 5月終了時 | 5月終了時 | 6月終了時 | 6月終了時 | 7月終了時 | 7月終了時 | 8月終了時 | 8月終了時 | 9月終了時 | 9月終了時 | 最終成績 | 最終成績 |
| ---- | --------- | --------- | --------- | --------- | --------- | --------- | --------- | --------- | --------- | --------- | --------- | --------- | -------- | -------- |
| 1位  | 中日      | ---       | 中日      | ---       | 国鉄      | ---       | 巨人      | ---       | 中日      | ---       | 巨人      | ---       | 巨人     | ---      |
| 2位  | 国鉄      | ---       | 国鉄      | 0.0       | 巨人      | 1.5       | 国鉄      | 4.5       | 巨人      | 1.0       | 中日      | 3.5       | 中日     | 1.0      |
| 3位  | 巨人      | 2.0       | 巨人      | 0.5       | 中日      | 2.5       | 中日      | 5.5       | 国鉄      | 2.5       | 国鉄      | 6.5       | 国鉄     | 5.5      |
| 4位  | 広島      | 2.5       | 広島      | 6.5       | 広島      | 10.0      | 広島      | 15.5      | 広島      | 14.0      | 阪神      | 16.5      | 阪神     | 12.5     |
| 5位  | 阪神      | 4.5       | 大洋      | 8.5       | 阪神      | 12.0      | 大洋      | 18.0      | 阪神      | 15.0      | 広島      | 16.5      | 広島     | 13.5     |
| 6位  | 大洋      | 6.0       | 阪神      | 8.5       | 大洋      | 13.0      | 阪神      | 19.5      | 大洋      | 18.5      | 大洋      | 23.0      | 大洋     | 21.5     |

| 順位 | 球団             | 勝 | 敗 | 分 | 勝率 | 差   |
| 1位  | 読売ジャイアンツ | 71 | 53 | 6  | .573 | 優勝 |
| 2位  | 中日ドラゴンズ   | 72 | 56 | 2  | .563 | 1.0  |
| 3位  | 国鉄スワローズ   | 67 | 60 | 3  | .528 | 5.5  |
| 4位  | 阪神タイガース   | 60 | 67 | 3  | .472 | 12.5 |
| 5位  | 広島カープ       | 58 | 67 | 5  | .464 | 13.5 |
| 6位  | 大洋ホエールズ   | 50 | 75 | 5  | .400 | 21.5 |

### 日本シリーズ
| 日付                                   | 試合   | ビジター球団（先攻） | スコア   | ホーム球団（後攻） | 開催球場   |
| -------------------------------------- | ------ | -------------------- | -------- | ------------------ | ---------- |
| 10月21日（土）                         | 第1戦  | 雨天中止             | 雨天中止 | 雨天中止           | 大阪球場   |
| 10月22日（日）                         | 第1戦  | 読売ジャイアンツ     | 0 - 6    | 南海ホークス       | 大阪球場   |
| 10月23日（月）                         | 第2戦  | 雨天中止             | 雨天中止 | 雨天中止           | 大阪球場   |
| 10月24日（火）                         | 第2戦  | 読売ジャイアンツ     | 6 - 4    | 南海ホークス       | 大阪球場   |
| 10月25日（水）                         | 移動日 | 移動日               | 移動日   | 移動日             | 移動日     |
| 10月26日（木）                         | 第3戦  | 南海ホークス         | 4 - 5    | 読売ジャイアンツ   | 後楽園球場 |
| 10月27日（金）                         | 第4戦  | 雨天中止             | 雨天中止 | 雨天中止           | 後楽園球場 |
| 10月28日（土）                         | 第4戦  | 雨天中止             | 雨天中止 | 雨天中止           | 後楽園球場 |
| 10月29日（日）                         | 第4戦  | 南海ホークス         | 3 - 4    | 読売ジャイアンツ   | 後楽園球場 |
| 10月30日（月）                         | 第5戦  | 南海ホークス         | 6 - 3    | 読売ジャイアンツ   | 後楽園球場 |
| 10月31日（火）                         | 移動日 | 移動日               | 移動日   | 移動日             | 移動日     |
| 11月1日（水）                          | 第6戦  | 読売ジャイアンツ     | 3 - 2    | 南海ホークス       | 大阪球場   |
| 優勝：読売ジャイアンツ（6年ぶり5回目） |        |                      |          |                    |            |

## オールスターゲーム1961
- 選出選手

| ポジション | 名前     | 選出回数 |
| ---------- | -------- | -------- |
| 投手       | 堀本律雄 | 2        |
| 投手       | 伊藤芳明 | 初       |
| 捕手       | 森昌彦   | 2        |
| 一塁手     | 王貞治   | 2        |
| 三塁手     | 長嶋茂雄 | 4        |
| 外野手     | 高林恒夫 | 初       |
| 外野手     | 国松彰   | 初       |

- 太字はファン投票による選出。

## 表彰選手
- 最優秀選手：長嶋茂雄（初受賞）
- 首位打者：長嶋茂雄（.353、3年連続3度目）
- 本塁打王：長嶋茂雄（28本、3年ぶり2度目）
- 最多安打：長嶋茂雄（158安打、4年連続4度目）
- 最高勝率：伊藤芳明（.684、初受賞）
- ベストナイン：

森昌彦（捕手、初受賞）
長嶋茂雄（三塁手、4年連続4度目）